# Alcelaphus caama
Espèce
Synonymes
- Alcelaphus buselaphus caama (É. Geoffroy Saint-Hilaire, 1803)

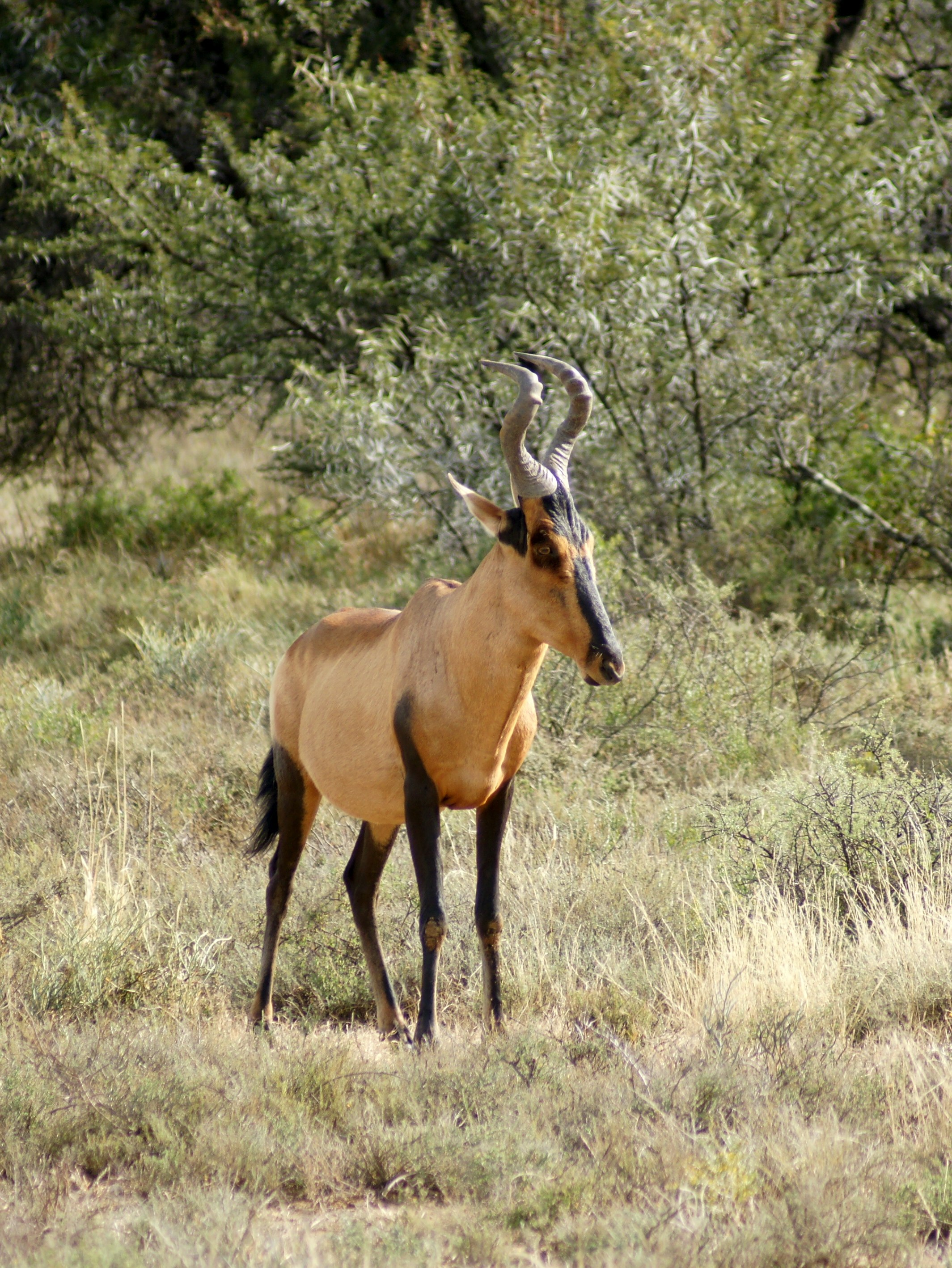
Bubale caama en Afrique du Sud

Alcelaphus caama (ou Bubale caama) est une espèce de bovidé que l’on trouve dans le sud du continent africain.